# 이중 용도 기술

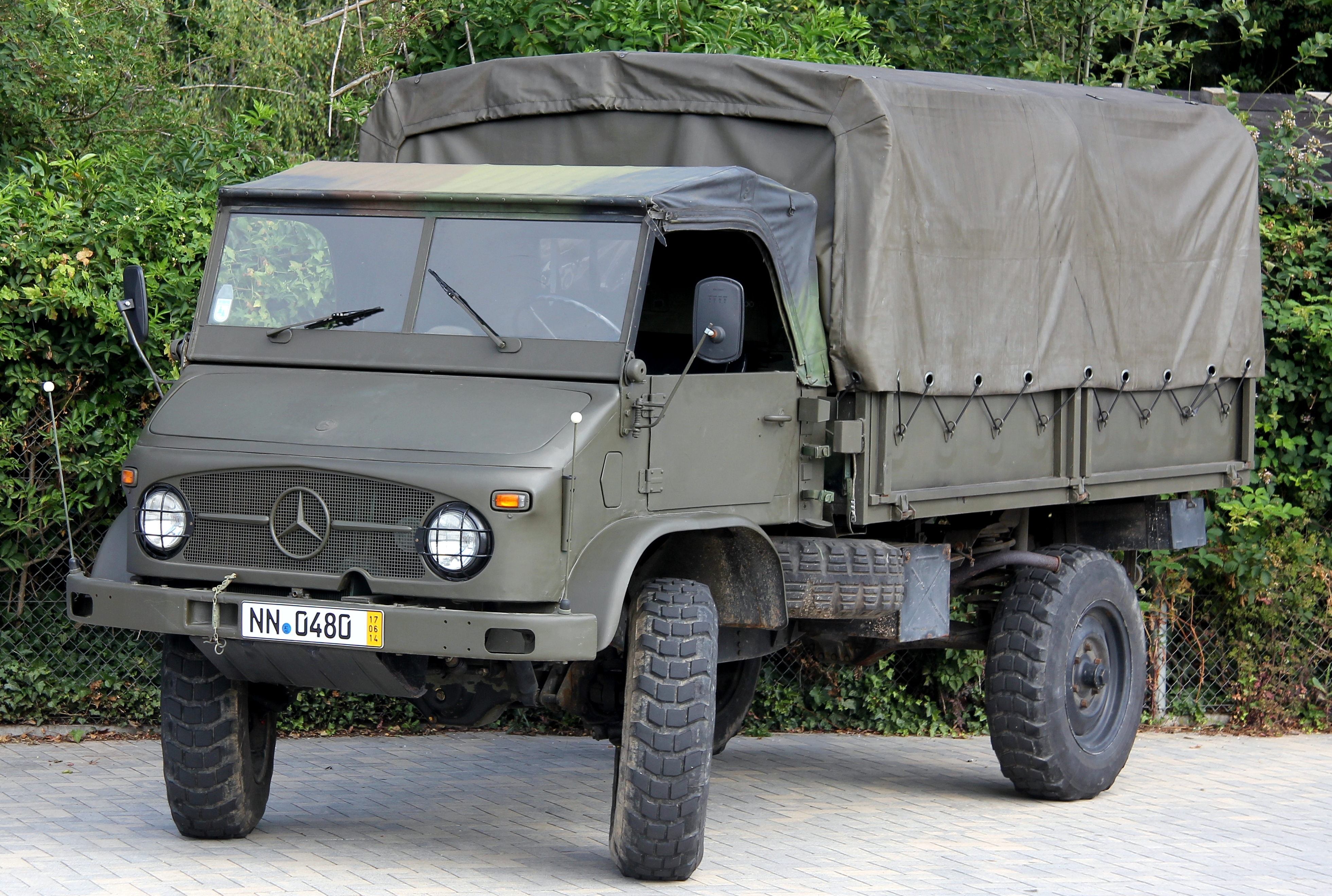
민간 및 군용으로 모두 사용되는 범용 트랙 Unimog S 404

정치, 외교 및 수출 통제에서 이중 용도 품목(dual-use item)은 민간 및 군사 용도로 모두 사용할 수 있는 상품, 소프트웨어 및 기술을 의미한다.
보다 일반적으로 말하면, 이중 용도는 주어진 시간에 하나 이상의 목표를 충족할 수 있는 모든 제품이나 기술을 의미할 수도 있다. 따라서 민간의 상업적 이익에만 도움이 될 값비싼 기술은 GPS(Global Positioning System)와 같이 다른 방식으로 사용되지 않는 한 군사 목적으로 사용될 수도 있다.
"이중 용도 딜레마"는 현대 비료로 농업에 혁명을 일으켰을 뿐 아니라 제1차 세계 대전 중 화학무기를 만드는 결과를 가져온 암모니아 합성 및 대량 생산 공정의 발견으로 처음 주목되었다. 딜레마는 오랫동안 알려져 왔다. 화학 무기 금지 조약, 핵확산방지조약 등 국제협약과 조약을 맺었다.

## 같이 보기
- 범용 기술
- 핵확산방지조약